# Centropus viridis
Cucal-filipino (Centropus viridis) é uma espécie de cucos da família Cuculidae.
É endémica das Filipinas.